# Coclé (provins)

Provinsens läge i Panama.

Provinsens flagga.

Provinsen Coclé (Provincia de Coclé) är en av Panamas 9 provinser.

## Geografi
Coclé har en yta på cirka 4 927 km² med cirka 228 600 invånare. Befolkningstätheten är 46 invånare/km².
Huvudorten är Penonomé med cirka 12 000 invånare.

## Förvaltning
Provinsen förvaltas av en Gobernador (guvernör), ISO 3166-2-koden är "PA-02".
Coclé är underdelad i 6 distritos (distrikt) och 42 corregimientos (division):
- Aguadulce: 470 km² med

Aguadulce, El Cristo, El Roble, Pocrí, Barrios Unidos
- Antón: 748 km² med

Antón, Cabuya, El Chirú, El Retiro, El Valle, Juan Díaz, Río Hato, San Juan de Dios, Santa Rita, Caballero
- La Pintada: 1 030 km² med

La Pintada, El Harino, El Potrero, Llano Grande, Piedras Gordas, Las Lomas
- Natá: 605 km² med

Natá, Capellanía, El Caño, Guzmán, Las Huacas, Toza
- Olá: 386 km² med

Olá, El Copé, El Palmar, El Picacho, La Pava
- 'Penonomé: 1 709 km² med

Penonomé, Cañaveral, Coclé, Chiguirí Arriba, El Coco, Pajonal, Río Grande, Río Indio, Toabré, Tulú